# Мільтіадіс Пасхалідіс
Мільтіа́діс Пасхалі́діс (грец. Μιλτιάδης Πασχαλίδης) — грецький музикант, композитор, співак, пісняр, колишній учасник гурту «Χαΐνηδες».

## Біографія
Народився 1968 року в Каламаті, виріс в Афінах. Закінчив Афінську консерваторію по класу класичної гітари. Там він навчався на курсі Хараламбоса Екмедзоглу, а його викладачем був Панайотіс Іоанну. У 1987 році вступив на математичний факультет Університету Криту в столиці острова місті Іракліон. 1992 року здобув диплом. У 1993 році вирішив продовжити освіту й вступив на філософський факультет Університету в місті Ретимно. Завершив навчання 1995 року. Зараз живе в Афінах і виступає на концертах по всій Греції

## Творчий шлях
Ще під час навчання на математичному факультеті Пасхалідіс — учасник молодого гурту «Χαΐνηδες». Разом вони записали першу однойменну платівку (1991). 1993 року музикант долучається до створення гурту «Νεάρχου Παραπλους», а заразом і до запису однойменної платівки.
1995 року записує першу власну платівку «Παραμύθι με λυπημένο τέλος», 10 пісень з якої написав Мільтіадіс. Музика та вірші ще до трьох пісень належать Теодору Павлакосу. Дві пісні Пасхалідіс виконав разом з грецьким рок-гуртом Pyx Lax.
Бере участь у концертах Яніса Маркопулоса, разом з Деметрою Галані співає на літньому пісенному заході «Χάραμα», записує пісні у співпраці з Лаврентієм Махеріцісом, Вангелісом Єрманосом, Калліопеєю Ветта, Афанасієм Ґаіфільясом, Єленою Цалігопулу та іншими.
Одночасно продовжує писати нові пісні й 1998 року записує свою другу платівку «Κακές συνήθειες». Одну пісню виконує Васіліс Папаконстандіну.
Взимку 1999 року виступає на одному з заходів, який проводився в місті Неа-Смірні.
У квітні 2001 року в магазинах з'являється третя платівка Мільтіадіса під назвою «Βυθισμένες άγκυρες» в аранжуванні для оркестру Нікоса Грапсаса. Наступної зими разом з Васілісом Папаконстандіну Мільтіаліс подорожує по всій Греції та Кіпру.
У жовтні 2003 року виходить четверта платівка Пасхалідіса, яка має назву «Η μόνη μου πατρίδα είναι ο χρόνος». Цю платівку співак записав у співпраці з Сократом Маламасом. На початку листопада 2005 року в продаж надійшла платівка «Έχουν περάσει χρόνοι δέκα» — це запис концерту наживо у «Театро Врахон» (скельний театр), за участю таких друзів-колег, як Вангеліс Єрманос, Маргарита Зормбала, Васіліс Папаконстандіну, Димитріс Мітропанос, Єлена Цалігопулу, Хрістос Тівеос та інші. У 2006 році запис концерту вийшов окремою платівкою у DVD форматі.
У грудні 2007 року була записана шоста платівка під назвою «Ψωμί και εφημερίδα», до якої вперше входять, крім власних десяти пісень музиканта, ще пісні-подарунки від його друзів, Йоргоса Андреу, Костаса Лівадаса й Стергіоса Гаргаласа. Вірші для двох пісень написав Одіссей Іоанну, одну з яких виконує Йота Ненга.
У період з 2008 по 2009 рік співпрацює з Таносом Мікруцікосом. Разом вони дали 70 концертів в Афінах і Салоніках.
Влітку 2009 року починає співпрацю з Хрістосом Леондісом.
У грудні 2010 року з'явилася сьома платівка Пасхалідіса під назвою «Ξένιος, η Κρήτη εντός μου». До цієї платівки долучаються Хрістос Тівеос, Танос Мікруцікос, Васіліс Скулас і Псарандоніс.

## Дискографія
- ΧΑΪΝΗΔΕΣ 1991-ΜΒΙ
- ΝΕΑΡΧΟΥ ΠΑΡΑΠΛΟΥΣ 1993-ΛΥΡΑ
- ΠΑΡΑΜΥΘΙ ΜΕ ΛΥΠΗΜΕΝΟ ΤΕΛΟΣ 1995-ΕΜΙ
- ΚΑΚΕΣ ΣΥΝΗΘΕΙΕΣ 1998-ΕΜΙ
- ΒΥΘΙΣΜΕΝΕΣ ΑΓΚΥΡΕΣ 2001-ΕΜΙ
- Η ΜΟΝΗ ΜΟΥ ΠΑΤΡΙΔΑ ΕΙΝΑΙ Ο ΧΡΟΝΟΣ 2003 — ΕΜΙ
- ΕΧΟΥΝ ΠΕΡΑΣΕΙ ΧΡΟΝΟΙ ΔΕΚΑ 2005 — ΕΜΙ
- ΕΧΟΥΝ ΠΕΡΑΣΕΙ ΧΡΟΝΟΙ ΔΕΚΑ (ΕΙΔΙΚΗ ΕΚΔΟΣΗ) 2006—ΕΜΙ
- ΨΩΜΙ ΚΑΙ ΕΦΗΜΕΡΙΔΑ 2007—ΕΜΙ
- ΞΕΝΙΟΣ (η Κρητη εντός μου) 2010- ΕΜΙ